# Факультет іноземних мов Криворізького державного педагогічного університету
47°54′27″ пн. ш. 33°24′43″ сх. д. / 47.907377° пн. ш. 33.411869° сх. д.
Факультет іноземних мов Криворізького державного педагогічного університету — науково-педагогічний підрозділ університету. Утворений у 1995. Здійснює підготовку майбутніх фахівців за освітньо-кваліфікаційним рівнем бакалавр, спеціаліст та магістр англійської, німецької, російської мови та зарубіжної літератури. За цими напрямками факультет підготував близько 800 викладачів.

## Історія
Факультет іноземних мов заснований у 1995 році на базі факультету російської філології. Підготовка вчителів російської мови та літератури у Криворізькому педагогічному інституті здійснювалася з 1930 року. У 1982 році в інституті було відновлено підготовку вчителів російської мови і літератури. У 1990 році створено факультет російської мови та літератури. З 1986 року в університеті здійснюється підготовка вчителів англійської мови і літератури, а з 1994 року — німецької мови і літератури.
До складу факультету входить чотири кафедри. За час свого існування факультет підготував близько 800 вчителів англійської, німецької, російської мови та зарубіжної літератури. Викладачі кафедри німецької мови регулярно підвищують кваліфікацію за кордоном, у профільних установах Гете-інституту та Німецької служби академічного обміну шляхом участі у науково-методичних семінарах, що підтверджено сертифікатами загальноєвроепейського зразка і значною мірою впливає на вдосконалення професіоналізму кафедри в цілому. Традиційною є співпраця з Корпусом миру та фондом академічних обмінів імені Фулбрайта.
На факультеті навчається 620 студентів, на заочній формі — 148.

## Кафедри
До складу факультету входить чотири кафедри: 
- англійської філології (завідувачка кафедри к. пед. н, доц. Зоренко Ірина Станіславівна),
- англійської мови з методикою викладання (завідувачка кафедри к. філ. н., доц. Цегельська Марина Валеріївна)
- німецької мови з методикою викладання (завідувачка кафедри д. пед. н, доц. Гаманюк Віта Анатоліївна)
- російської філології та зарубіжної літератури (завідувачка кафедри д. філ. н, проф. Ковпік Світлана Іванівна)